# Peizerdiep
Het Peizerdiep is een rivier in Noord-Drenthe.
Enkel het meest noordelijke deel daarvan draagt deze naam. Iets zuidelijker, rond het dorp Lieveren, wordt het Lieversche Diep genoemd. Even ten zuiden van Lieveren ontstaat dit door het samenstromen van het westelijke Groote Diep en het oostelijke Oostervoortsche Diep.
Het Groote Diep wordt ook wel het Eenerdiep genoemd, naar het dorp Een. De bovenloop hiervan heet de Slokkert, maar staat ook bekend als de Brullenbeek. Deze loopt ten noorden van Veenhuizen.
Het laatste gedeelte van het Peizerdiep (vanaf de uitmonding van het Omgelegde Eelderdiep), dat tegelijk de grens vormt tussen de provincies Drenthe en Groningen, heet het Koningsdiep en gaat verderop over in het Aduarderdiep, waarvan het eerste deel in de jaren 1950 is gekanaliseerd. De oude loop van het Aduarderdiep is nog zichtbaar aan het verloop van het zuidelijkste deel van de Aduarderdiepsterweg. Het Peizerdiep zette zich vroeger voort langs de Zijlvesterweg als de Hunsinge in de richting van het Reitdiep.
Met name het gedeelte dat bekendstaat als het Lieversediepje wordt gekenmerkt door zijn landschappelijke schoonheid. Het kan hierin concurreren met de Drentsche Aa. Dit gedeelte heeft nog zijn oorspronkelijke meanderende loop.
Het Peizerdiep is nog steeds bevaarbaar, maar vanwege de lagere waterstand en de brug in de A7, slechts voor kleine boten (kano's).
In de tijd voor de aanleg van goede wegen, dus ruwweg voor 1900, was vervoer over water een van de belangrijkste transportmiddelen voor zowel goederen als personen. De dorpen Peize en Roderwolde hadden dan ook een gegraven verbinding met het Peizerdiep, de Peizer en Roderwolder Schipsloot, en een kleine haven.
De oude vaarverbinding sloot aan op het Hoendiep waardoor een verbinding met de stad Groningen een feit was.
Het haventje van Peize bestaat niet meer als zodanig en het haventje van Roderwolde is in de zeventiger jaren gedempt. In 2006 is het haventje van Roderwolde weer in ere hersteld na initiatieven vanuit de bevolking.

## Vissen
In 1989 zijn er vispassages aangelegd, voornamelijk om de snoekbaars weer stroomopwaarts terug te laten keren. Ook de winde vindt er zijn paaigebied. In 2008 zijn de vispassages verbeterd, om te voldoen aan de eisen en kennis van de huidige tijd.

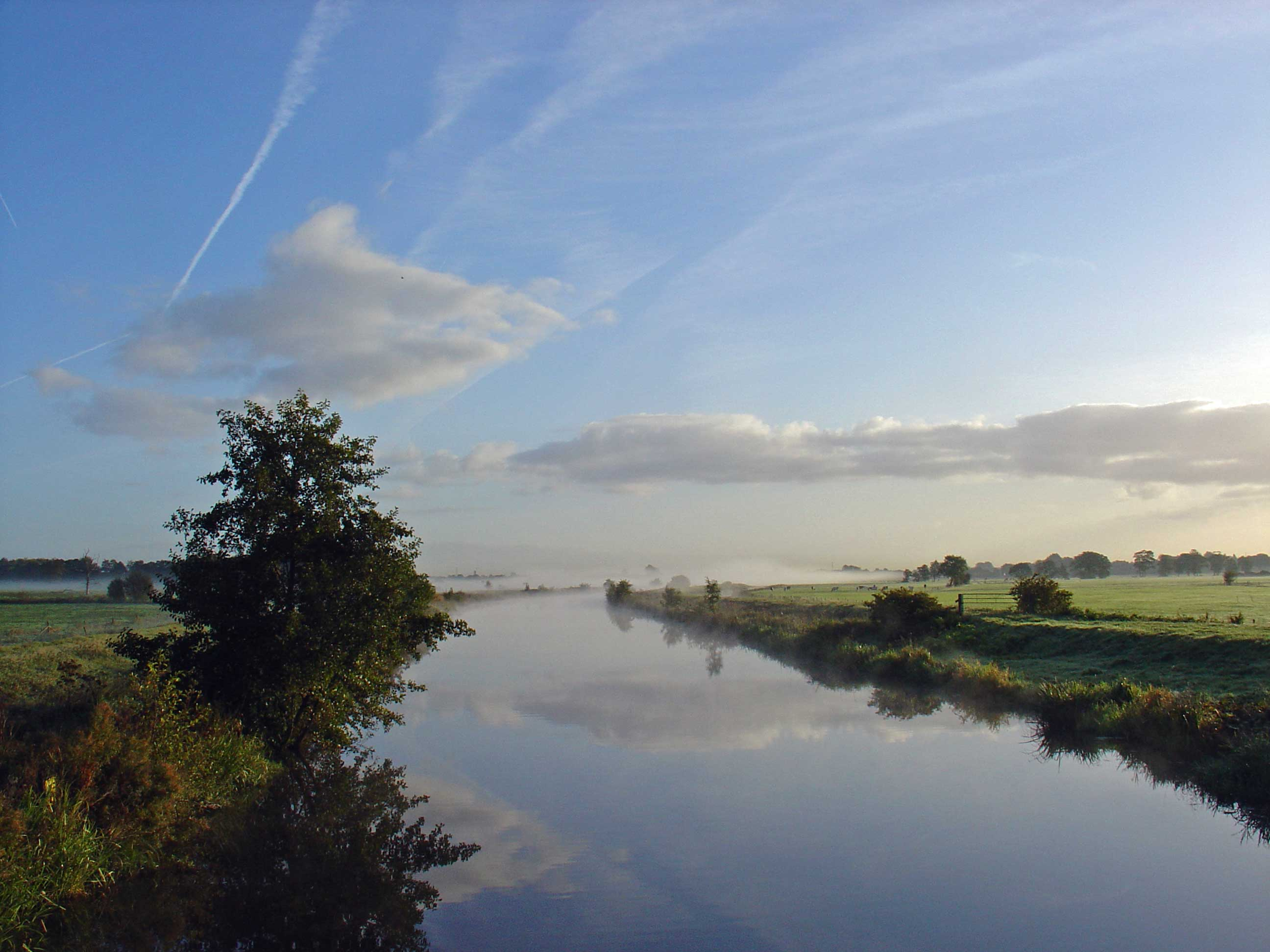
Peizerdiep bij Foxwolde
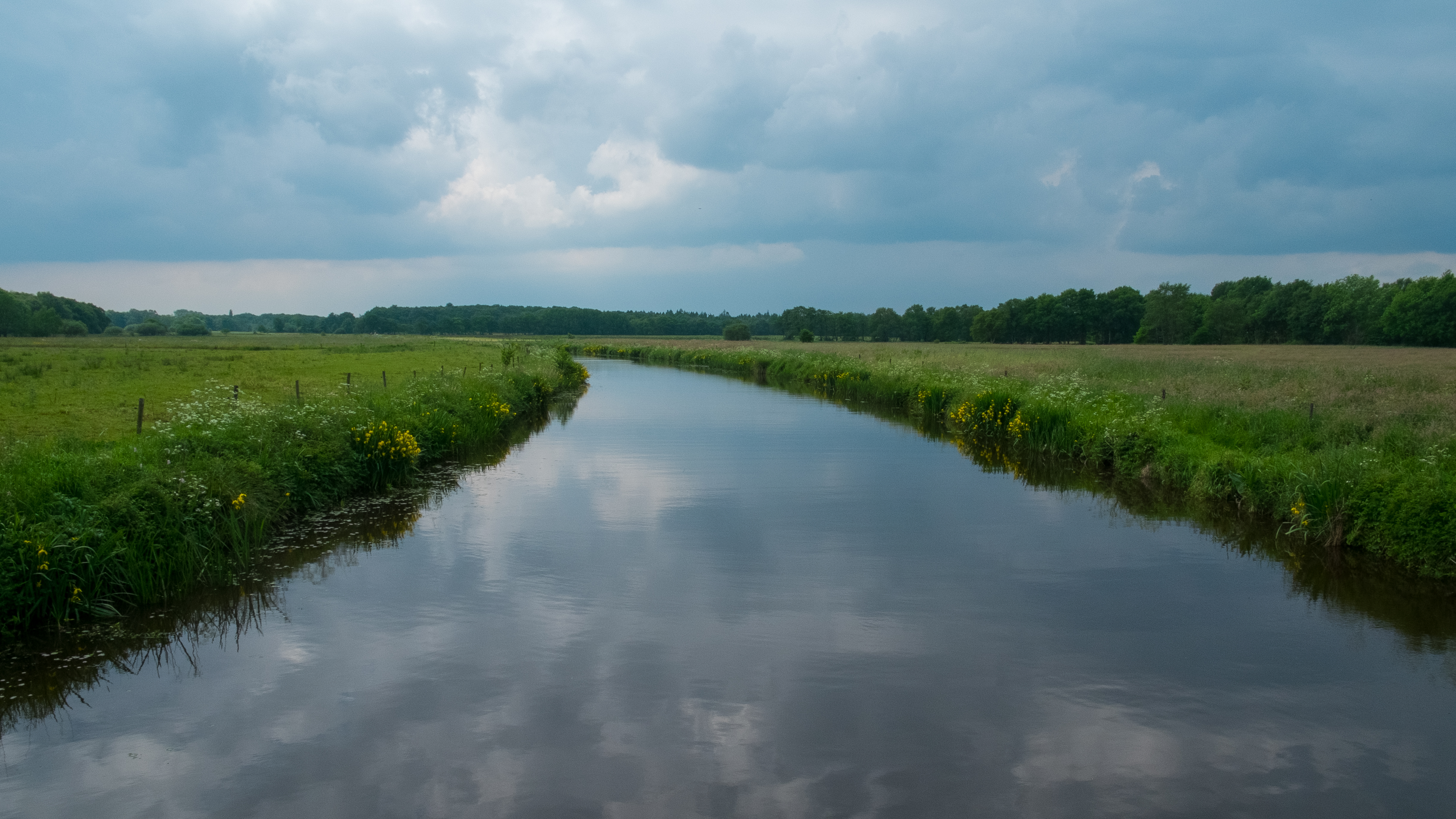
Peizerdiep ten zuiden van Roden
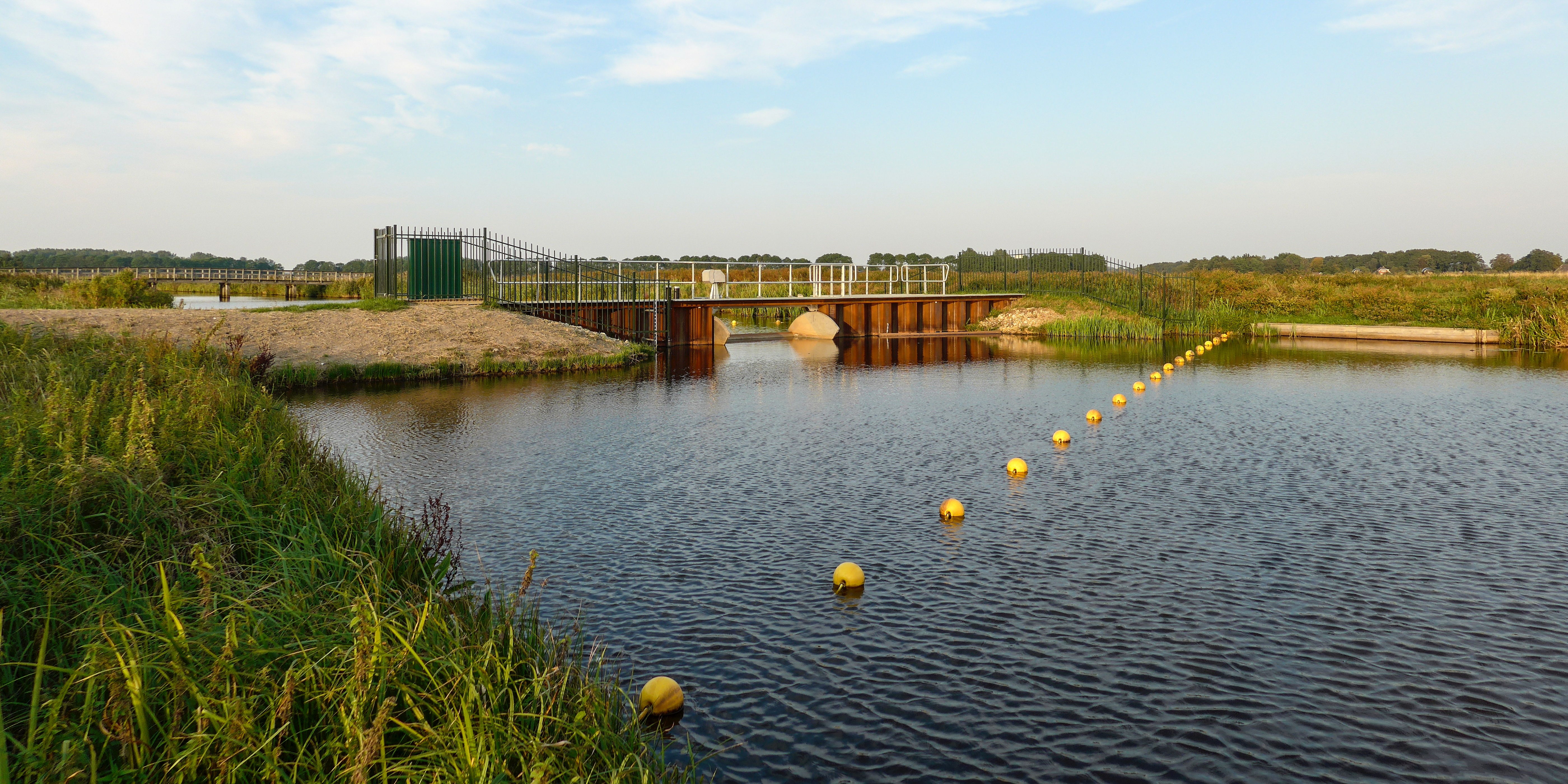
Stuw in het Koningsdiep bij De Onlanden (2014)
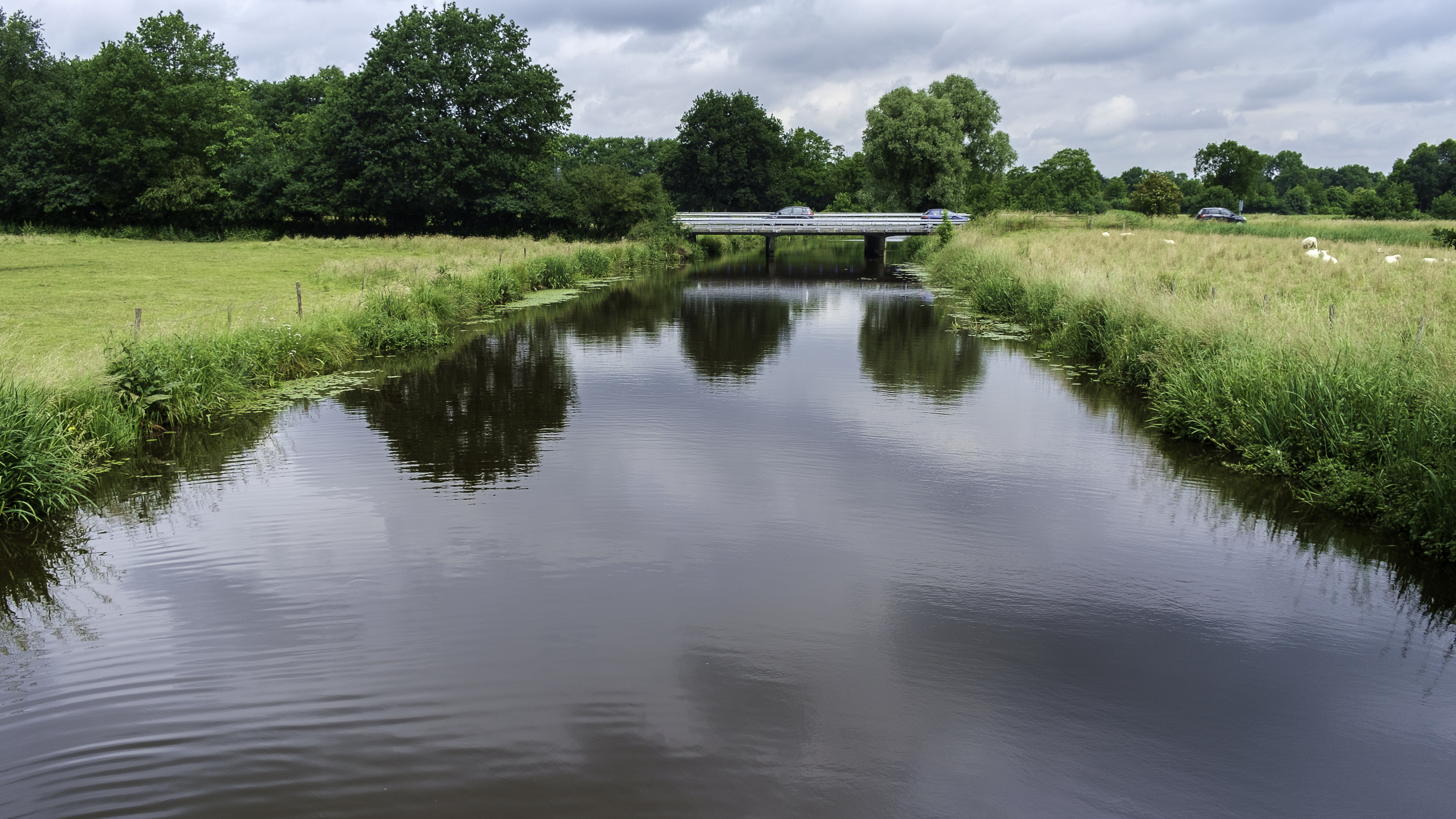
Oude Diep bij Roden vanaf de oude spoorbrug in de vroegere Philipslijn